# リアル・ライフ (マガジンのアルバム)
『リアル・ライフ』(Real Life)はイギリスのポストパンクバンド、マガジンのデビューアルバム。1978年6月発売。

## 概要
アルバムの楽曲は全てリリース前年に書かれ、ヴォーカリストのハワード・ディヴォートがアルバムの歌詞を全て書いた。デビューシングル「ショット・バイ・ボウス・サイズ」はディヴォートが脱退したバズコックスのバンドメイトであったピート・シェリーとの共作だった。1978年3月から4月初めまでアビー・ロード・スタジオでレコーディングが行われ、6月にリリース。アルバムは全英29位を記録した。

## 評価
同時代のパンクバンドに比してキーボードやサックスを大きくフィーチャーした複雑な演奏内容は「ブログレッシヴ」とも形容された。発売当初からアルバムは絶賛され、後続のアーティストに多大な影響を与えた。特に「ショット・バイ・ボウス・サイズ」は様々なアーティストやバンドにカバーされた。2005年に死ぬ前に聴くべき1001枚のアルバムに掲載され、ガーディアン誌も本作を同じリストに加えた。Sounds誌は1986年に100枚のオールタイム・ベスト・アルバムの89位に本作を選出。Uncut誌は2006年に100枚の偉大なデビューアルバムリストの37位に本作を選出。

## 収録曲
全曲ハワード・ディヴォートによる作詞。作曲は原題横に記載

### A面
1. デフィニティヴ・ゲイズ "Definitive Gaze" (Devoto/McGeoch) - 4:25
2. マイ・タルパ "My Tulpa" (Devoto/McGeoch) - 4:47
3. ショット・バイ・ボウス・サイズ "Shot by Both Sides" (Devoto/Shelly) - 4:01
4. リコイル "Recoil" (Devoto/McGeoch) - 2:50
5. バースト "Burst" (Devoto) - 5:00

### B面
1. モーターケイド "Motorcade" (Devoto/Dickinson) - 5:41
2. ザ・グレイト・ビューティシャン・イン・ザ・スカイ "The Great Beautician in the Sky" (Devoto/McGeoch) - 4:56
3. ザ・ライト・ポアーズ・アウト・オブ・ミー "The Light Pours Out of Me" (Devoto/McGeoch/Shelly)- 4:36
4. パレード "Parade" (Adamson/Formula) - 5:08

### 2007年リマスター版ボーナス・トラック
1. ショット・バイ・ボウス・サイズ（オリジナル・シングル・ヴァージョン） "Shot by Both Sides (Original Single Version)" (Devoto/Shelly) – 4:01
2. マイ・マインド・エイント・ソー・オープン "My Mind Ain't So Open" (Devoto/McGeoch) – 2:18
3. タッチ・アンド・ゴー "Touch and Go" (Devoto/McGeoch) - 2:58
4. ゴールドフィンガー "Goldfinger" (Barry/Bricusse/Newley) - 3:50

## 参加ミュージシャン
- ハワード・ディヴォート - ボーカル
- ジョン・マッギオーク - ギター、サックス
- バリー・アダムソン - ベースギター
- デイヴ・フォーミュラ - キーボード
- マーティン・ジャクソン - ドラムス